# Konoe Iezane
Konoe Iezane (近衛家実, também conhecido como Fujiwara no Iezane, 1179 - 1243), foi um nobre do início do período Kamakura da História do Japão. 

## Vida e carreira
Iezane foi filho de Motomichi. Entre seus filhos mais conhecidos se incluem: Takatsukasa Kanehira , Konoe Iemichi e Konoe Kanetsune.
Em 1192, foi nomeado vice-governador da província de Mimasaka e em 1197 foi promovido ao posto Chūnagon e em 1198 foi nomeado Dainagon. Entre 1199 e 1204 ele foi nomeado Udaijin e entre 1204 e 1207 atuou como Sadaijin.
Em 1206, quando Kujō Yoshitsune morreu, Iezane se tornou o líder do Clã Fujiwara e nomeado Sesshō (regente) do jovem Imperador Tsuchimikado. No mesmo ano, após a maioridade de Tsuchimikado foi nomeado Kanpaku. Na Guerra Jōkyū (1221) apoiou o Shogunato Kamakura se opondo ao  Imperador Aposentado Go-Toba, o que lhe custou o cargo, que foi assumido por Kujō Michiie. Depois da guerra, com a derrota de Go-Toba e a deposição do Imperador Chukyo foi reconduzido ao posto de Sesshō do Imperador Go-Horikawa.
No inverno de 1121, Iezane é nomeado Daijō Daijin já em 1223 Iezane deixa de ser Sesshō com a maioridade de Go-Horikaw quando passa a ser Kampaku deste.
Em 1227 o Imperador Go-Horikawa se casou com Fujiwara no Nagako, filha de Iezane, elevando-a para o posto de Chugu (Imperatriz Consorte). Ela era um pouco mais velha do que o imperador.
Em 1241 Iezane se aposenta e se torna um monge budista passando a se chamar  Enshin (円心). Ele morreu no ano seguinte.
Entre 1179-1242 Iezane editava um jornal chamado Inokuma Kanpaku-ki (猪隈関白記).